# (2715) Mielikki
(2715) Mielikki ist ein Asteroid des Hauptgürtels, der am 22. Oktober 1938 von dem finnischen Astronomen Yrjö Väisälä in Turku entdeckt wurde.
Benannt ist der Asteroid nach der Göttin der Wälder und der Jagd Mielikki aus der finnischen Mythologie.